# Wilson Álvarez
Pour les articles homonymes, voir Álvarez.
Wilson Eduardo Álvarez Fuenmayor (né le 24 mars 1970 à Maracaibo, Zulia, Venezuela) est un ancien lanceur gaucher de baseball. Il joue 14 saisons étalées de 1989 à 2005 en Ligue majeure de baseball, principalement comme lanceur partant.
Il réussit un match sans point ni coup sûr pour les White Sox de Chicago à son deuxième match dans les majeures le 11 août 1991. Il représente les White Sox au match des étoiles en 1994.
Wilson Álvarez est le premier lanceur utilisé par les Devil Rays de Tampa Bay lors du premier match de l'histoire du club le 31 mars 1998.

## Carrière

### Rangers du Texas
Wilson Álvarez fait ses débuts dans le baseball majeur le 24 juillet 1989 avec les Rangers du Texas. Le joueur de 19 ans est le plus jeune à évoluer dans les majeures cette saison-là. Amorçant la rencontre, sa seule jouée avec les Rangers, comme lanceur partant face aux Blue Jays de Toronto, Álvarez donne successivement un simple, deux coups de circuit et deux buts sur balles avant d'être remplacé sans avoir retiré un seul adversaire.
Cinq jours plus tard, le 29 juillet 1989, Álvarez est avec le joueur de champ extérieur de première année Sammy Sosa et le joueur de champ intérieur Scott Fletcher échangé des Rangers du Texas aux White Sox de Chicago en retour de deux vétérans : le frappeur désigné Harold Baines et le joueur de deuxième but Fred Manrique. L'actionnaire majoritaire du groupe de propriétaires des Rangers est alors George W. Bush ; questionné en janvier 2000 lors d'un débat du Parti républicain sur la plus grosse erreur commise dans sa vie d'adulte, Bush, alors gouverneur du Texas et aspirant candidat à la présidence des États-Unis, répond « Sammy Sosa pour Harold Baines », faisant référence à la blague à l'échange de deux jeunes joueurs prometteurs pour deux vétérans,.

### White Sox de Chicago
Après avoir passé le reste de l'année 1990 et plus de la moitié de la saison suivante en ligues mineures, Wilson Álvarez fait de remarquables débuts avec les White Sox le 11 août 1991. À son premier départ pour le club et son second match dans les majeures, le lanceur de 21 ans réussit non seulement à enfin retirer un frappeur adverse mais il prive l'opposition de coup sûr, lançant un match sans point ni coup sûr pour les White Sox, qui remportent une victoire de 7-0 sur les Orioles à Baltimore. Álvarez est le plus jeune lanceur de l'histoire des White Sox à réaliser une telle performance et le plus jeune lanceur à réussir un match sans coup sûr dans les majeures depuis celui de Vida Blue, qui était alors 86 jours plus jeune que lui, le 21 septembre 1970.
En 1993, Álvarez affiche sa meilleure moyenne de points mérités en une saison : 2,95 en 207 manches et deux tiers lancées. Avec 15 victoires contre 8 défaites, il aide les White Sox à remporter le titre de la division Ouest de la Ligue américaine. Il fait ses débuts en séries éliminatoires le 8 octobre 1993 dans le 3e match de la Série de championnat de la Ligue américaine : à Toronto, il lance un match complet, menant les Sox à une victoire de 6-1, leur première de la série. Le gaucher Álvarez est le lanceur partant prévu pour Chicago advenant un éventuel 7e et ultime match dans la finale de la Ligue américaine, une perspective peu alléchante pour des Blue Jays presque incapables de marquer des points face aux gauchers, mais Toronto évite ce scénario en éliminant Chicago lors du 6e affrontement.
Le 27 mai 1994, avec sa 8e victoire de la saison, Álvarez égale un record de franchise des White Sox de Chicago en remportant une 15e décision consécutive, incluant ses 7 victoires pour terminer 1993 mais excluant le match éliminatoire. Ces 15 victoires égalent la marque d'équipe établie par  LaMarr Hoyt en 1983 et 1984. Álvarez perd cependant sa décision suivante et n'éclipse pas le record.
Wilson Álvarez représente les White Sox au match des étoiles en 1994, honorant sa seule sélection en carrière à la classique de mi-saison.

### Giants de San Francisco
À la date limite des échanges le 31 juillet 1997, les White Sox envoient Wilson Álvarez et les lanceurs droitiers Danny Darwin et Roberto Hernández aux Giants de San Francisco, recevant en retour les lanceurs droitiers Keith Foulke et Lorenzo Barceló, les gauchers Bob Howry et Ken Vining, l'arrêt-court Mike Caruso et le voltigeur des ligues mineures Brian Manning. La transaction est surnommée The White Flag Trade (« l'échange du drapeau blanc ») et est fort mal reçu à Chicago. Il survient alors que les White Sox sont en pleine course au championnat et le propriétaire de l'équipe, Jerry Reinsdorf, soulève l'ire des partisans en déclarant,, : « Quiconque croit que les White Sox vont rattraper Cleveland est fou », alors que Chicago n'accuse que 3,5 matchs de retard sur l'équipe de première place. Au moment de la transaction, Álvarez a une moyenne de points mérités de 3,03 en 22 départs pour Chicago. Il affiche une moyenne de 4,48 en 11 départs à San Francisco et perd son seul départ au premier tour éliminatoire, concluant un passage bref et peu remarqué chez les Giants.

### Devil Rays de Tampa Bay
Le 3 décembre 1997, Wilson Álvarez, un client de l'agent Scott Boras, signe un contrat de 5 ans pour 35 millions de dollars avec les Devil Rays de Tampa Bay, une nouvelle équipe dont les débuts sont prévus au printemps 1998.
Le 31 mars 1998 au Tropicana Field, Wilson Álvarez est le lanceur partant pour le premier match de l'histoire des Devil Rays. En cette journée de premières pour les Rays et pour le Tropicana Field, Álvarez décoche le premier lancer de l'histoire des Rays et du stade (une balle à Brian Hunter), effectue le premier retrait (Hunter) et réussit le premier retrait sur des prises (aux dépens de Bip Roberts). Il accorde aussi le premier coup sûr de l'histoire du Tropicana Field (un simple de Tony Clark) et le premier double (à Joe Randa). Álvarez accorde 6 points sur 9 coups sûrs en seulement deux manches et un tiers de travail et est le lanceur perdant dans la défaite de 11-6 des Devil Rays.
Álvarez est aussi le lanceur partant des Devil Rays lors de leur match d'ouverture de la saison 1999 à Baltimore, une défaite de 10-7 face aux Orioles.
Alors que les Devil Rays s'avèrent une équipe misérable qui ne gagne jamais plus de 69 matchs sur 162 par années lors des 5 saisons que durent le contrat d'Álvarez, le gaucher rate deux campagnes entières (2000 et 2001) en raison de problèmes à l'épaule, et offre une moyenne de points mérités de 4,62 en 76 matchs joués, dont 63 départs.

### Dodgers de Los Angeles
Il joue ses trois dernières saisons, de 2003 à 2005, chez les Dodgers de Los Angeles, où il joue sporadiquement et alterne entre les postes de lanceur partant et de lanceur de relève.

### Statistiques en carrière
Wilson Álvarez a joué 355 matchs, dont 263 comme lanceur partant, sur 14 saisons dans les majeures. Sa moyenne de points mérités s'élève à 3,96 en 1 747 manches et deux tiers lancées, avec 102 victoires, 92 défaites, 12 matchs complets dont 5 blanchissages et 1 330 retraits sur des prises.